# جوزيف جوثينز
جوزيف ريتشارد جوثينز (من مواليد 13 أغسطس1955 ) هو محامٍ أمريكي، ومدرب جامعي، ومفوض، وكاتب، وضابط استخبارات سابق بالجيش، وطيار بالجيش، وضابط إنفاذ القانون الفيدرالي. وهو معروف بأنه مؤسس «مشروع صخرة القمر» الذي يهدف إلى تعقب عينات صخور أبولو مون المفقودة.

## التعليم والوظيفة
كان والد جوزيف جوثينز مقدمًا في مشاة البحرية الأمريكية ومحارب قديم في الحرب العالمية الثانية والحرب الكورية وحرب فيتنام، وكانت والدته «ريتا أوليري جوثينز» امرأة مجندة في سلاح مشاة البحرية. وهو حاصل على ست درجات جامعية من كلية مونتيري بينينسولا، وجامعة ولاية كاليفورنيا، ساكرامنتو (حيث تم اختياره خريجًا متميزًا)،  وكلية الحقوق بجامعة جنوب كاليفورنيا وجنوب تكساس، وثماني أوراق اعتماد تدريس وعشرة تراخيص قانونية. وهو محامٍ ( 1996حتى الآن)، وقد درس في كلية سنترال تكساس، وكلية ألفين كوميونيتي،  ثورغود مارشال، كلية الحقوق،  ولجامعة فينيكس  من 2002 حتى الوقت الحاضر. وهو مفوض سابق في لجنة تكساس للحماية من الحرائق (2013)، بعد أن عيَّنه حاكم ولاية تكساس ريك بيري. وقد عمل عضوًا في مجلس تكساس لمعاملة مرتكبي الجرائم الجنسية (2009 إلى 2012 ). وقد عمل عضوًا في اللجنة الاستشارية للعدالة الجنائية بتكساس بشأن الإعاقات الطبية والعقلية ( 2004إلى2008 ). وهو مستشار سابق للتحالف من أجل وثيقة حقوق مسافري الخطوط الجوية.
غوثينز هو أيضًا مؤسس LLP (شركة جوثينز للمحاماة). اثنان من أبنائه شركاء في الشركة، وكلاهما من قدامى المحاربين كما هو.

## مكتب ناسا للمفتش العام القضايا
قاد جوثينز تحقيق فرقة عمل أومنيبلان، والتي حددت أن أومنيبلان، المقاول التابع لوكالة ناسا، كان يقدم ادعاءات كاذبة إلى ناسا. ادعت الشركة أنها كانت تستأجر من خلال ثلاث شركات كانت في الواقع شركات وهمية يسيطر عليها مالك شركة أومنيبلان «رالف مونتيجو».
أنشأ جوثنيز فريق العمل المكون من 25 وكيلًا ومفتشًا ومدققًا ومحللًا ماليًا من ثماني وكالات. أدى التحقيق إلى إغلاق سبع شركات، مما يجعلها واحدة من أكثر الشركات شهرة في تاريخ ناسا في ذلك الوقت. بعد ذلك ألقى جوثينز كلمة أمام منتدى الأعمال الدولي حول قضية أومنيبلان، وهي كلمة حضرها أحد محامي الدفاع الرئيسيين في هذه القضية.
في تسعينيات القرن الماضي، عمل جوثينز أيضًا وكيل حالة في تحقيق مشترك مع مكتب المفتش العام التابع لوزارة الطاقة الأمريكية للتحقيق في مركز تعليم الفضاء الجوي في أركنساس. قاد جوثينز فريق عمل «روكويل، وتحالف الفضاء المتحد، وبوينج أمريكا الشمالية» الذي أسفر عن دعوى مدنية فيدرالية وتسوية خارج المحكمة. في الدعوى المدنية، زعمت الحكومة أن شركة Rockwell Space Operation كانت على علم بعقود إيجار أومنيبلان الاحتيالية وأخفقت في الكشف عن هذه المعلومات بصورة صحيحة لوكالة ناسا أو سلطات إنفاذ القانون. حقق جوثينز أيضًا واعتقل «جيري آلان ويتريدج»، وهو رائد فضاء ينتحل شخصية. كما قام جوثينز بالتحقيق في برنامج الفضاء الروسي واندلاع حريق وتصادم في محطة مير الفضائية.

## عملية خسوف القمر
قاد جوثينز وذهب متخفيًا في عملية خسوف القمر، وهي عملية لاذعة لاستعادة هندوراس أبولو 17 النوايا الحسنة مون روك. عُرضت صخرة هندوراس أبولو 17 للنوايا الحسنة للقمر على جوثينز مقابل 5 ملايين دولار، وقام الملياردير من تكساس روس بيرو بتقديم الأموال التي سهلت تعافي الصخور. كانت الوكالات الثلاث في عملية خسوف القمر هي مكتب المفتش العام التابع لناسا (جوزيف جوثينز SSA المعروف أيضًا باسم «توني كورياسو»)، وخدمة التفتيش البريدي للولايات المتحدة (المفتش «بود كريكر» المعروف أيضًا باسم «جون مرتا») والجمارك الأمريكية ديفد آتوود إس «أي ودوايد وايكل إس أي». صُمِّمت عملية خسوف القمر للقبض على المحتالين الذين يبيعون الصخور الأرضية والغبار وتقديمها كصخور القمر في عصر أبولو وغبار القمر. عند تحديد أن بائع هندوراس أبولو 17 النوايا الحسنة مون روك كان يبيع صخرة القمر الأصلية التي تعود إلى حقبة أبولو، قام جوثينز بالتحقيق بصورة أكبر وقرر أن هناك نقصًا في المساءلة على جميع صخور القمر أبولو 11 و 17 والغبار القمري الذي قام به نيكسون وإدارات فورد وكارتر الممنوحة لدول ودول العالم. كان جوثينز قد طلب سابقًا في 1998-1999 أن تحاول وكالة ناسا OIG حساب صخور القمر الموهوبة والغبار القمري. في ديسمبر 2011، كشفت وكالة ناسا OIG عن نتائج تدقيق أجروه على عينات القمر المعارة، وليس الموهوبين، من عصر أبولو، والتي كشفت عن عدم وجود مساءلة من قبل كل من وكالة ناسا والأفراد والكيانات المتلقين